# Sediment

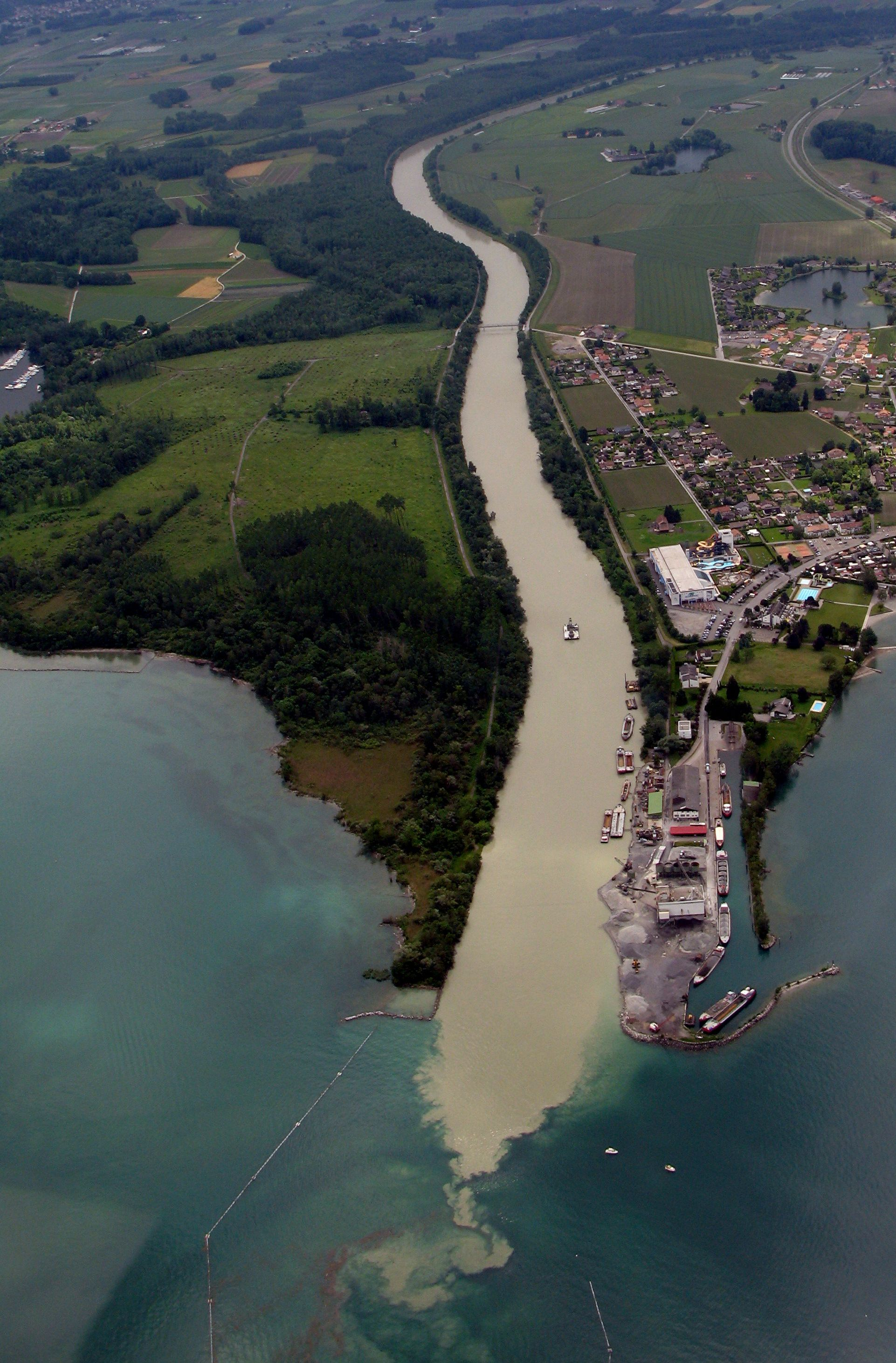
Sedimenttransport door de Rhône naar het Meer van Genève

Sediment of afzetting is door wind, water of ijs getransporteerd materiaal. Voorbeelden van sedimenten zijn grind, klei, zand, silt en lutum. Wanneer sediment wordt afgezet ontstaat een sedimentair gesteente. Recent afgezet materiaal is nog niet geconsolideerd maar kan in de tijd door consolidatie of lithificatie verharden.
De wetenschap die sedimenten en hun ontstaan bestudeert is de sedimentologie.

## Indeling
Sedimenten worden ingedeeld naar hun afzettingsmilieu of facies:
- fluviatiele sedimenten - sedimenten afgezet door stromend water (beken, rivieren)
- mariene sedimenten - sedimenten afgezet door of in zeewater
- lacustriene sedimenten - sedimenten afgezet door (stromend) water in meren
- eolische sedimenten - sedimenten afgezet door wind
- glaciale sedimenten - sedimenten afgezet door landijs of gletsjers
- glaciofluviale sedimenten - sedimenten afgezet door smeltwater van landijs of gletsjers
- pyroklastische sedimenten - materiaal van vulkaanuitbarstingen

In zee afgezette sedimenten worden mariene sedimenten genoemd, op het land afgezette sedimenten worden continentale sedimenten genoemd. De bodem van Nederland en het grootste deel van België is opgebouwd uit sedimentair gesteente.

## Sedimenten in water
In alle rivieren komen deze deeltjes voor. Hoe groter de stroomsnelheid hoe minder tijd ieder deeltje heeft om te bezinken, bij hogere snelheden wordt meer materiaal in suspensie meegesleurd. Bij de monding van de rivier vermindert de stroomsnelheid en worden deze deeltjes afgezet, hierdoor verzandt de onderloop van de rivier (bijvoorbeeld de Westerschelde) en wordt de scheepvaart bemoeilijkt. Het sediment kan door baggeren verwijderd worden, maar meestal is het slib vervuild, zodat het niet zomaar gestort kan worden.
Sediment verplaatst zich op verschillende manieren, zoals glijdend of rollend (over ander sediment of gesteente), zwevend door het water, of springend en stuiterend. Als de stroming in water of lucht een gelijkmatige beweging is zal de sedimentverplaatsing constant zijn. Als de stroming draait en kolkt ontstaan er ophopingen van sediment en sedimentloze plekken. Ribbels op het strand zijn hier een voorbeeld van.
Sedimentverplaatsing gebeurt overal, in buitendijks gebied onder invloed van het getij, binnendijks door (over)stromingen van rivieren. Zo wordt zand van Oost-Terschelling door de stroming meegenomen en wordt dat aan de westkant van Ameland weer afgezet. Na ongeveer tien jaar draait dit proces om en komt het sediment weer terug bij Terschelling. In de Waddenzee is door de sterke stroming ook goed te zien wat er gebeurt met het sediment: hele stukken van vaarroutes verplaatsen zich door dit proces.

## Trivia
Veen is geen sediment. Het bestaat uit ter plaatse gevormd materiaal dat een sedentaat wordt genoemd. Wanneer het ophoopt wordt een sedentaat echter wel tot de sedimentaire gesteenten gerekend.